# Akiva Goldsman
Akiva Goldsman (Nova Iorque, 7 de julho de 1962) é um roteirista, produtor e diretor de cinema e televisão norte-americano, que já trabalhou principalmente em produções de Hollywood. Sua filmografia inclui A Beautiful Mind, The Da Vinci Code, I Am Legend e Cinderella Man, como outros dramas e reescritas creditadas e não-creditadas. Ele também trabalhou como produtor, roteirista e diretor na série de televisão Fringe.

## Vida e carreira
Goldsman nasceu em Nova Iorque, Nova Iorque, em 7 de julho de 1962, filho de Tev Goldsman, um terapeuta, e Mira Rothenberg, uma psicóloga infantil. Seus pais mantinham um grupo para crianças emocionalmente perturbadas, por isso eles eram muito ocupados com seu trabalho; Goldsman recorda, "Quando eu tinha 10 ou 12 anos, percebi que elas [as crianças] tinham tirado meus pais de casa. Eu não queria ter mais nada com aquilo. Eu queria ser um escritor. Eu tinha a fantasia de um dia ver meu nome em um livro". Em 1983, ele entrou na Universidade Wesleyan, em Middletown, Connecticut. Depois de se formar, Goldsman estudou escrita criativa na Universidade de Nova Iorque. Ele começou a escrever roteiros, e em 1994, ele escreveu um que iria se transformar no filme Silent Fall. Depois disso, o diretor Joel Schumacher o contratou para escrever The Client.
No final da década de 1990, Goldsman escreveu o roteiro dos filmes A Time to Kill e Batman & Robin, que foram muito mal recebidos pela crítica e acabaram por ser indicados ao Framboesa de Ouro. Goldsman percebeu a queda na qualidade de seus roteiros, "Eu meio que me perdi. Eu estava escrevendo longe daquilo que eu conhecia. É meio como um gato perseguindo sua cauda. Quando você começa a fazer filmes que são menos do que satisfatórios, você perde a oportunidade de fazer aqueles que são satisfatórios. As pessoas não estão te oferecendo um e dizendo, 'Você é o cara que queremos para isso'". Goldsman pediu ao produtor Brian Grazer para ter a oportunidade de escrever o roteiro do filme A Beautiful Mind, conseguindo o trabalho. Ele acabou vencendo o Oscar de Melhor Roteiro Adaptado, o Golden Globe Award de Melhor Roteiro – Filme e o Writers Guild of America Award de Melhor Roteiro Baseado em Material Publicado Anteriormente. Russell Crowe, protagonista de A Beautiful Mind, mais tarde chamou Goldsman e Howard para trabalharem no filme Cinderella Man com ele. Goldsman escreveu o roteiro junto com Cliff Hollingsworth.
No final da década de 2000, Goldsman escreveu o roteiro dos filmes The Da Vinci Code, I Am Legend e Angels & Demons, grandes sucessos de bilheteria. Ele também produziu os filmes Constantine, Poseidon, Hancock, Paranormal Activity 2 e Paranormal Activity 3.
Em 2008, ele se juntou a equipe de produção da série de televisão de ficção científica Fringe, como roteirista, diretor e produtor consultor.

## Filmografia
| Ano       | Filme                 | Crédito                                  | Notas |
| --------- | --------------------- | ---------------------------------------- | --- |
| 1994      | The Client            | roteirista                               | |
| 1994      | Silent Fall           | roteirista                               | |
| 1995      | Batman Forever        | roteirista                               | co-escrito com Lee Batchler e Janet Scott Batchler |
| 1996      | A Time to Kill        | roteirista                               | |
| 1997      | Batman & Robin        | roteirista                               | |
| 1998      | Lost in Space         | roteirista e produtor                    | |
| 1998      | Practical Magic       | roteirista                               | |
| 1999      | Deep Blue Sea         | roteirista                               | |
| 2001      | A Beautiful Mind      | roteirista                               | Oscar de Melhor Roteiro Adaptado Golden Globe Award de Melhor Roteiro – Filme Writers Guild of America Award de Melhor Roteiro Baseado em Material Publicado Anteriormente |
| 2004      | Starsky & Hutch       | produtor                                 | |
| 2004      | Mindhunters           | produtor                                 | |
| 2004      | I, Robot              | roteirista                               | co-escrito com Jeff Vintar |
| 2005      | Constantine           | produtor                                 | |
| 2005      | Cinderella Man        | roteirista                               | co-escrito com Cliff Hollingsworth |
| 2005      | Mr. & Mrs. Smith      | produtor                                 | |
| 2006      | I'm Reed Fish         | produtor executivo                       | |
| 2006      | Poseidon              | produtor                                 | |
| 2006      | The Da Vinci Code     | roteirista                               | |
| 2007      | The Cure              | produtor executivo                       | piloto de televisão |
| 2007      | I Am Legend           | roteirista e produtor                    | |
| 2008      | Hancock               | produtor                                 | |
| 2009      | Angels & Demons       | roteirista                               | co-escrito com David Koepp |
| 2009      | Kings                 | diretor                                  | Série de TV |
| 2009-2013 | Fringe                | produtor consultor, roteirista e diretor | Série de TV |
| 2010      | The Losers            | produtor                                 | |
| 2010      | Fair Game             | produtor                                 | |
| 2010      | Jonah Hex             | produtor                                 | |
| 2010      | Paranormal Activity 2 | produtor executivo                       | |
| 2011      | Paranormal Activity 3 | produtor executivo                       | |
| 2012      | Paranormal Activity 4 | produtor executivo                       | |
| 2013      | Lone Survivor         | produtor                                 | |
| 2013      | A Winter's Tale       | diretor, roteirista e produtor           | |
| 2015      | Insurgent             | roteirista                               | |
| TBA       | Constantine 2         | Roteirista e Produtor                    | |